# Dorfkirche Linthe

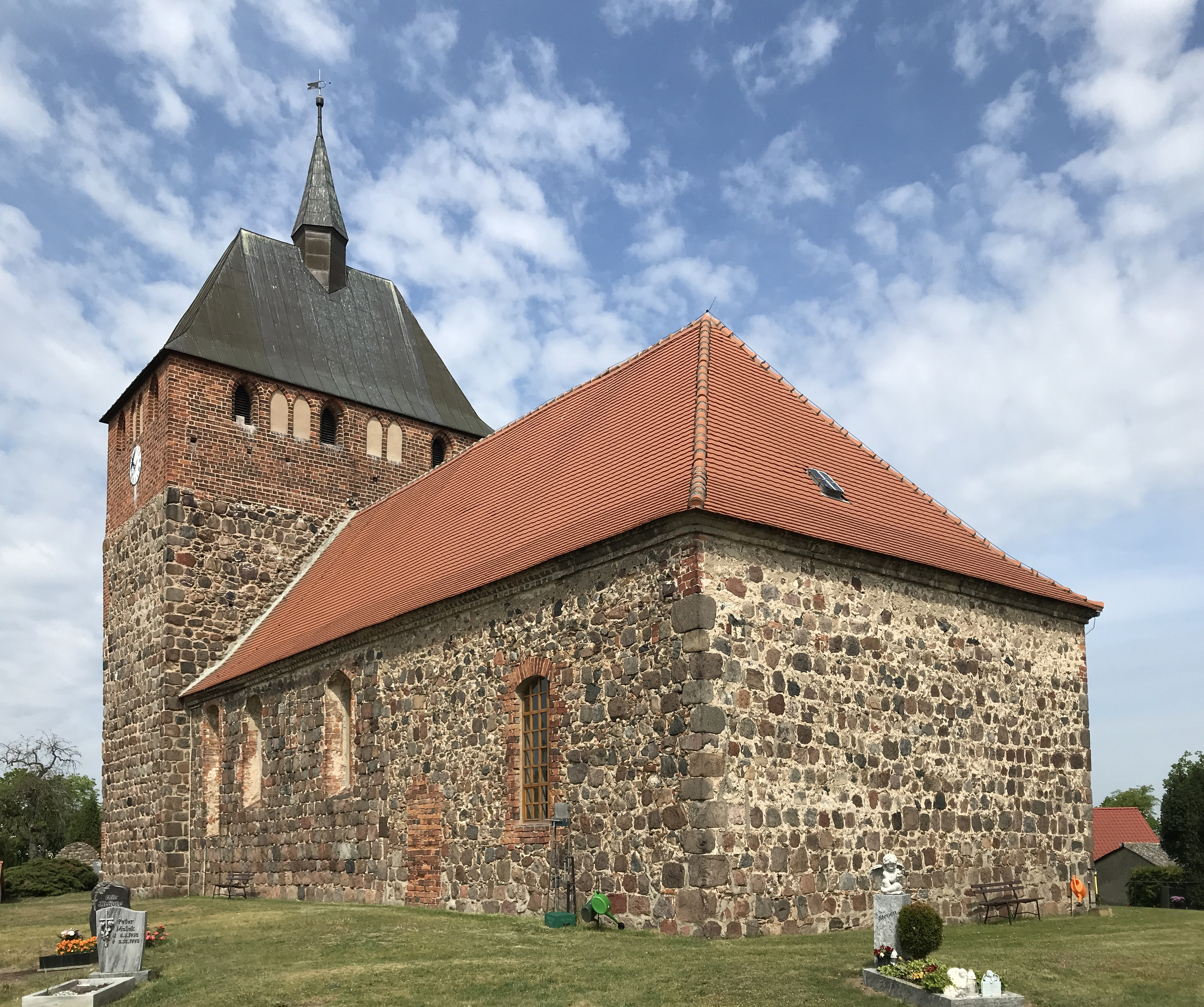
Dorfkirche Linthe

Die evangelische Dorfkirche Linthe ist eine spätromanische Feldsteinkirche aus dem Anfang des 13. Jahrhunderts in Linthe, einer Gemeinde im Landkreis Potsdam-Mittelmark im Land Brandenburg. Die Kirchengemeinde gehört zum Kirchenkreis Mittelmark-Brandenburg der Evangelischen Kirche Berlin-Brandenburg-schlesische Oberlausitz.

## Lage
Die Landstraße 85 führt als Chausseestraße von Norden kommend in südlicher Richtung durch den Ort. Von ihr zweigt die Kreisstraße 6918 als Lindenstraße nach Osten hin ab. Die Kirche steht südöstlich dieser Kreuzung auf einem kleinen Hügel mit einem Kirchfriedhof, der mit einer Mauer aus unbehauenen und nicht lagig geschichteten Feldsteinen eingefriedet ist.

## Geschichte
Das Bauwerk entstand Anfang des 13. Jahrhunderts, vermutlich im ersten Viertel als vollständige Anlage. Auf der Langwand des Kirchenschiffs waren vermutlich auf jeder Seite vier, im Chor vermutlich zwei Fenster auf der Nord- und Südseite. Hinzu kamen drei Fenster in der Apsis sowie die Priesterpforte an der Nordseite des Chors. Das Brandenburgische Landesamt für Denkmalpflege und Archäologische Landesmuseum (BLDAM) geht davon aus, dass der Kirchturm nachträglich in Feldstein ummantelt und dabei erhöht wurde. Dies könnte, so auch Theo Engeser und Konstanze Stehr, erklären, warum er mit 65 cm leicht über die Schiffsbreite hervorspringt. Er war vermutlich nur rund drei Meter höher als die Dachtraufe des Schiffs. Anfang des 14. Jahrhunderts dürfte er aufgestockt worden sein und dabei ein hölzernes Glockengeschoss erhalten haben. Aus dendrochronologischen Untersuchungen ist bekannt, dass in den Jahren 1409/1410 der Turm erneut erhöht wurde. Dabei wurde das hölzerne Geschoss durch Mauerwerk ersetzt, der Verbindungsbogen zwischen Turm und Schiff vermauert und ein eigener Zugang auf der Nordseite erstellt. Vermutlich wurde zu dieser Zeit auch die Priesterpforte erstmals verändert.
1769 wurde der ursprünglich eingezogene Chor nach Osten unter Einbezug der Apsis vergrößert. Gleichzeitig wurde seine Breite auf die Flucht der Schiffswände vergrößert. 1823 war die Sakristei an der Südseite des Chors baufällig geworden und wurde abgerissen; 1872 die Fenster an der Südwand vergrößert.
In den Jahren 1929 und 1965 wurde die Kirche restauriert, der Innenraum 1972/1973 saniert. Dabei wurden die seitlichen Emporen entfernt. Der Turm wurde 1994 letztmals saniert.

## Baubeschreibung

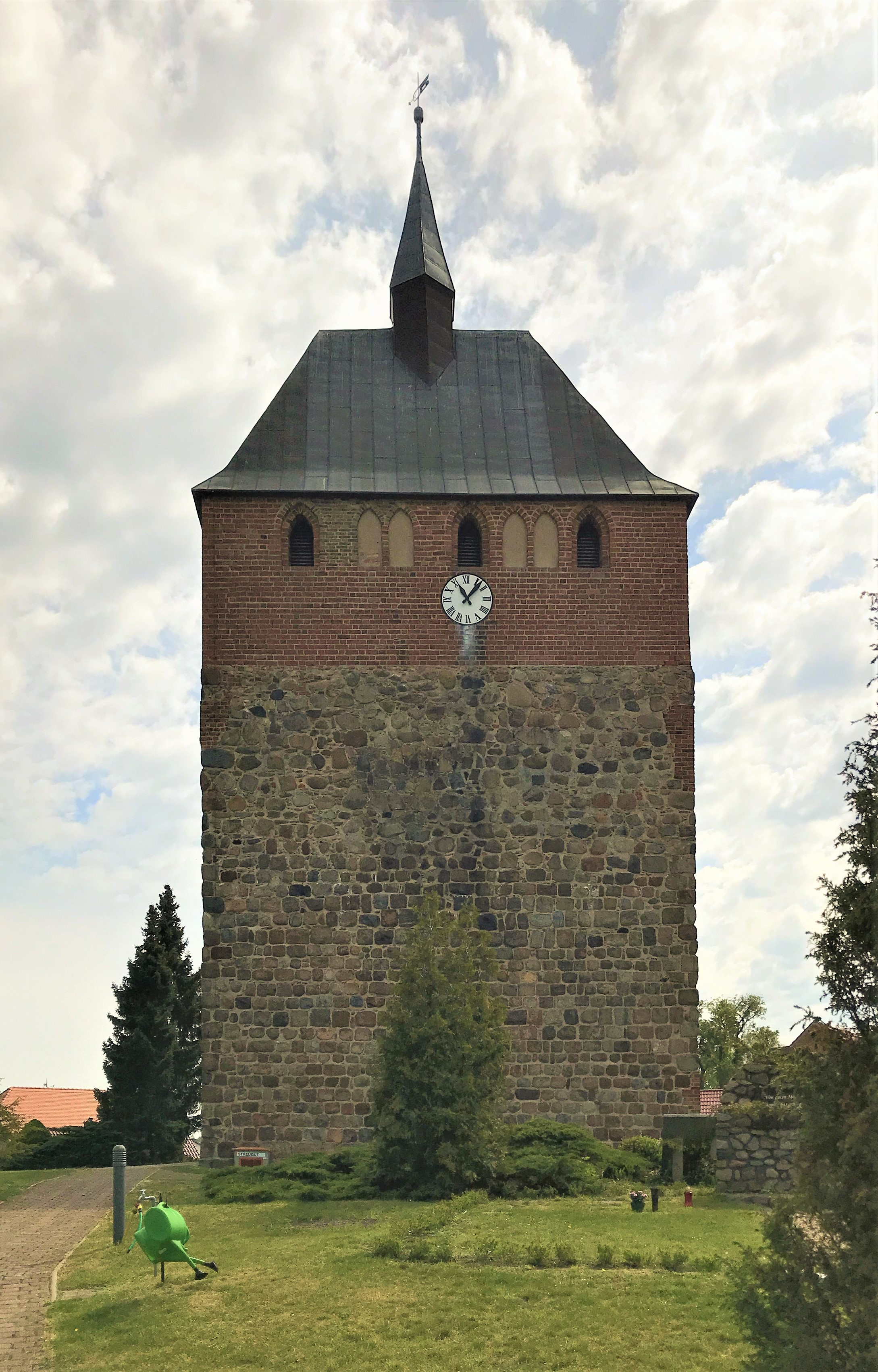
Ansicht von Westen

Das Bauwerk entstand im Wesentlichen aus Feldsteinen, die nur teilweise behauen und lagig geschichtet wurden. Der Chor ist gerade und nicht eingezogen; die Ostwand geschlossen. An der Nord- und Südseite ist je ein großes, „barock“ überformtes Rundbogenfenster, dessen Gewände aus rötlichem Mauerstein besteht. Das Mauerwerk ist hier nur im unteren Bereich lagig geschichtet und besteht neben Feldsteinen aus Ziegelbruch. An der Südseite bestand zu einer früheren Zeit eine Sakristei, die mittlerweile abgebrochen wurde.
Das Kirchenschiff hat einen rechteckigen Grundriss. Es ist rund 20,30 m lang und rund 10,10 m breit. Davon bestehen 8,65 m aus der Verlängerung des Bauwerks nach Osten, bei der die Apsis abgebrochen und der Chor verbreitert wurde. Die Feldsteine sind hier vergleichsweise lagig geschichtet und behauen. An der Nordseite sind zwei Portale sowie dazwischen drei hochgesetzte, ursprüngliche Rundbogenfenster. Auf der Südseite ist im Osten ein zugesetztes Portal, mit dem ursprünglich die Sakristei betreten werden konnte. Es folgen drei rundbogenförmige Fenster, von denen das westliche tiefergezogen wurde. Ihr Gewände wurde ebenfalls aus Mauersteinen erstellt. Zwischen dem zweiten und dritten Fenster von Westen sind die zugesetzten Reste eines ursprünglichen Fensters erkennbar. Die Priesterpforte wurde in der Zeit der Ostverlängerung herausgenommen und an der neuen Wand eingesetzt.
Der Kirchturm ist mit 11,10 m überschiffsbreit und 6,45 m lang. Die Steine sind im unteren Bereich behauen und lagig geschichtet, stimmen jedoch nicht mit den Lagen im Schiff überein. Oberhalb der Traufhöhe des Schiffs wird das Mauerwerk unregelmäßig; oberhalb ein Ziegelaufsatz. Dort befinden sich mehrere spitzbogenförmige Öffnungen, die mittig als gekuppelte Blenden, an den Außenseiten als Klangarkaden ausgeführt wurden. An der Nord- und Südseite befinden sich außen jeweils die Klangarkaden gefolgt von zwei mittig angeordneten und gekuppelten Blenden. Darunter ist jeweils eine Turmuhr. Oberhalb erhebt sich ein quergestelltes Satteldach, das nach Norden und Süden jeweils abgewalmt ist. Darüber erhebt sich ein sechsseitiger Dachreiter, der mit Turmkugel und Wetterfahne abschließt.

## Ausstattung

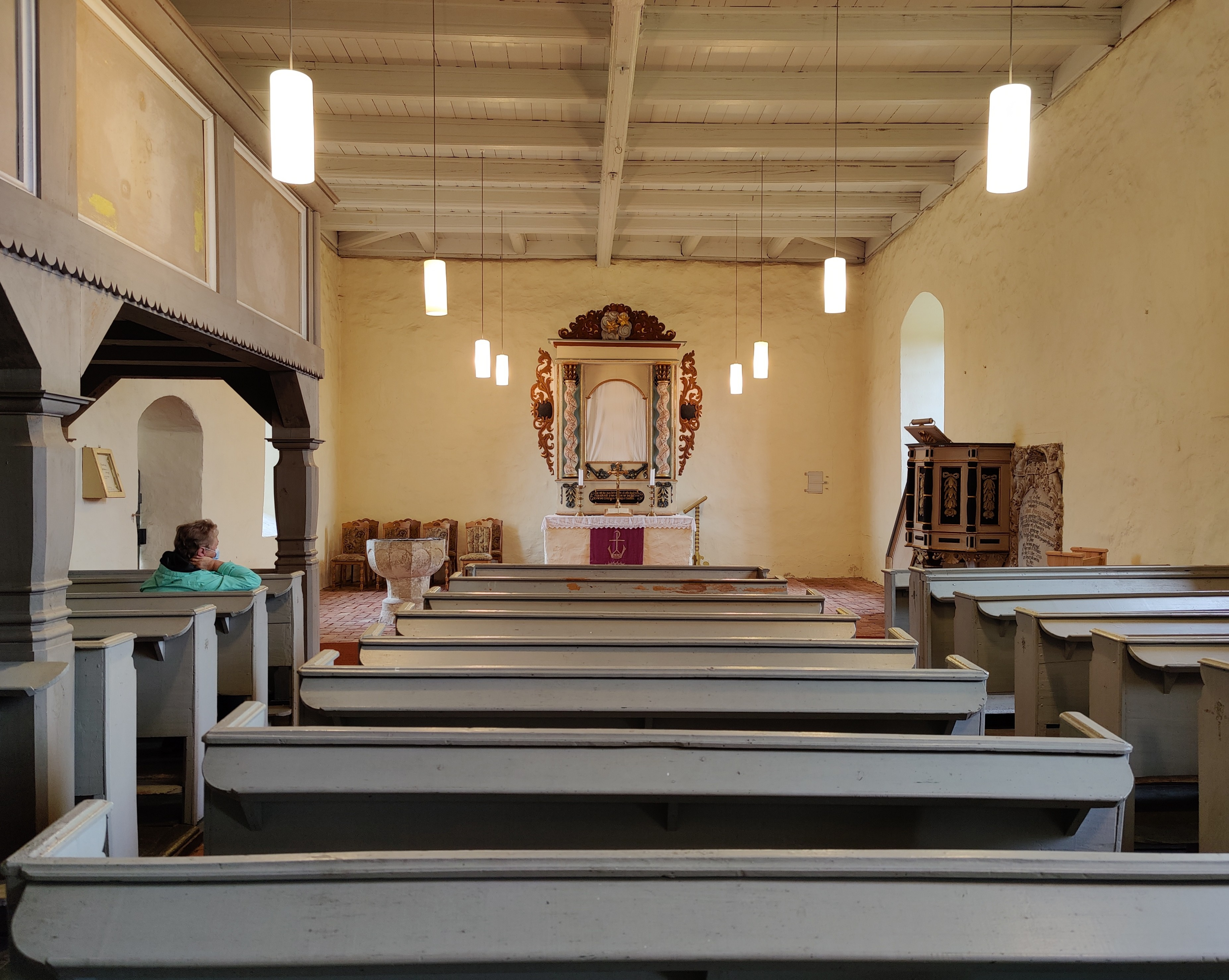
Innenraum, Sicht nach Westen

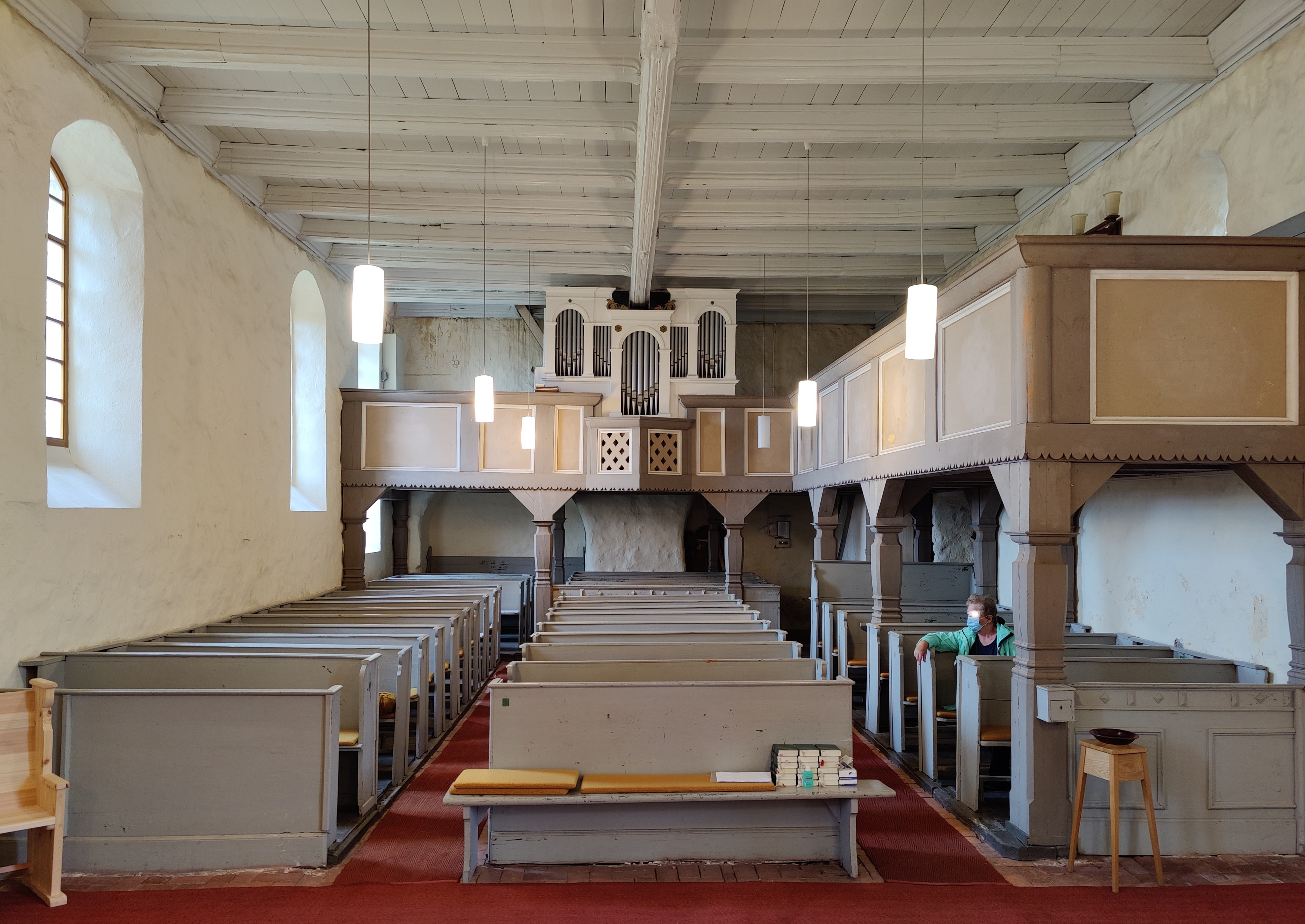
Innenraum, Sicht nach Osten

Der barocke Altar entstand in der ersten Hälfte des 18. Jahrhunderts. Er besteht aus gedrehten Randsäulen mit geschnitzten Wangen, die mit Akanthus verziert wurden. Im Altarblatt ist die „Erweckung der Tochter des Jairus“ aus dem Evangelium nach Matthäus dargestellt; ein Werk aus dem Ende des 19. Jahrhunderts. Eine polygonale, hölzerne Kanzel steht auf einer gedrehten Säule. Zur weiteren Kirchenausstattung gehört eine zwölfeckige Fünte aus Kalkstein mit einem Rundbogenfries am oberen Rand. Das Kirchengestühl stammt aus dem 19. Jahrhundert. An der Nord- und Westseite steht je eine Empore; auf der Westempore eine Orgel mit einem schlichten Prospekt.
Zwei Epitaphe erinnern an den 1711 verstorbenen M. Johann Heinrich Rebhun und seine 1724 verstorbene Frau Maria Rebhun. Das Bauwerk ist im Innern mit einer flachen Balkendecke aus dem Jahr 1695 ausgekleidet. Im Turm hängen drei Glocken.
Vor dem Westturm erinnert eine Gedenktafel an die Gefallenen aus dem Zweiten Weltkrieg. Davor steht ein Findling, der mit dem Vers „Von guten Mächten / wunderbar geborgen“ ein Gedicht Dietrich Bonhoeffer zitiert.

## Orgel
Die Orgel auf der Westempore wurde 1877 von Friedrich Wilhelm Lobbes erbaut. 1929 folgte eine Instandsetzung und 1985 eine Restaurierung durch die Firma Alexander Schuke Potsdam Orgelbau. Das Instrument verfügt über acht Register auf einem Manual und Pedal. Der Prospekt in weißer Fassung ist fünfteilig. Das niedrige, hochrechteckige Mittelteil hat ein rundbogiges Pfeifenfeld, das von zwei Pilastern mit Kämpfern flankiert wird. Es wird von einem profilierten Kranzgesims abgeschlossen, das von durchbrochenem Rankenwerk bekrönt wird. Die beiden höheren Seitenteile sind ähnlich gestaltet, haben nach innen aber noch ein kleines rechteckiges Pfeifenfeld. Die Disposition lautet wie folgt:
| I Manual C–d3  |       |
| Principal      | 8′    |
| Gedact         | 8′    |
| Viola di-Gamba | 8′    |
| Octave         | 4′    |
| Gedact         | 4′    |
| Nasard         | 2 ⁄3′ |
| Octave         | 2′    |

| Pedal C–c1 |     |
| Subbass    | 16′ |

- Calcanten-Klingel